# Autoroute Rabat - Safi
Pour les articles homonymes, voir A1, Autoroute A1 et Autoroute de l'Atlantique.
L'autoroute A1, autoroute de l'Atlantique ou autoroute Rabat – Safi est une autoroute marocaine longue de 313 kilomètres qui relie Rabat à Casablanca et à Safi ; elle fait partie de l’autoroute Transmaghrébine.

## Historique

### Tronçon Rabat - Casablanca
L'axe reliant Casablanca, la capitale économique marocaine, à Rabat, la capitale administrative, est un axe très fréquenté depuis la fondation du port de Casablanca en 1906. Ces deux villes sont déjà reliées par 2 routes en 2x1 (route nationale 1 et la route côtière) et par un train rapide de type TNR offrant une cadence d'un train toutes les demi-heures dans chaque sens. Malgré cela, la construction d'une autoroute, était jugée plus que nécessaire, avec le développement constant du trafic.
Le tronçon Casablanca - Rabat, la première des trois autoroutes lancées sous Hassan II au Maroc à partir de 1978, a enregistré un débit moyen de 54 946 véhicules par jour sur l'année 2015. Lancé en 1975, sa première section fut ouverte à la circulation en 1978 entre Casablanca et Oued Cherrat d'une longueur de 33,5 km. Neuf ans plus tard, en 1987, l'autoroute a été prolongée jusqu'à Rabat. Elle est dotée d'un large terre-plein central aménagé d'espaces verts et de glissières de sécurité. En 1991, l'autoroute Casablanca - Rabat est mise sous péage et concédée à ADM.
Il s'agit du tronçon le plus fréquenté des autoroutes du pays, les revenus dégagés de son exploitation ont rapporté à ADM SA un chiffre d'affaires de 417 millions de MAD en 2014.
Au début des années 2000, cet axe commence à arriver à saturation avec des pics allant jusqu'à 36 800 véhicules par jour, pour y faire face, dès 2012, des travaux de l'élargissement de 2x2 voies à 2x3 voies ont commencé en janvier 2009 pour s'achever en 2012. La longueur de ce tracé est de 59 km. Le coût des travaux s'est élevé à 800 millions de dirhams. Au cours des chantiers d'élargissement une partie des terre-pleins centraux ont été réduits et l'ensemble des espaces verts renouvelés.
En 2016, une nouvelle sortie au niveau de Oued Cherrat a été inaugurée, une autre au niveau de Mohammédia (Mohammédia-Centre) est inaugurée en 2017.

### Tronçon Casablanca - Safi
De 2003 à 2016, l'autoroute est prolongée par le contournement de Casablanca, la capitale économique du Maroc, puis par un tronçon de 224 km longeant la côte atlantique vers El Jadida puis Safi comportant un péage à système fermé.

## Tracé
| Nom inaugural       | Nom actuel | Section                                | État (2020)                                                                | Longueur |
| ------------------- | ---------- | -------------------------------------- | -------------------------------------------------------------------------- | -------- |
| A 3                 | A1         | Rabat – Oued Cherrat                   | En service (1987)                                                          | 28 km    |
| A 3                 | A1         | Oued Cherrat – Aïn Harrouda            | En service (1978)                                                          | 35 km    |
| A 3                 | A101       | Aïn Harrouda – Casablanca              | En service (1978)                                                          | 6 km     |
| A 5                 | A1         | Contournement de Casablanca-est et sud | En service (2003)                                                          | 27 km    |
| A 5                 | A1         | Contournement de Casablanca-ouest      | En service (2004)                                                          | 6 km     |
| Pénétrante d'Azbane | A102       | Pénétrante d'Azbane                    | En service (2004)                                                          | 1.5 km   |
| A 5                 | A1         | Casablanca – Had Soualem               | En service (2004)                                                          | 16 km    |
| A 5                 | A1         | Had Soualem – Tnine Chtouka            | En service (2005)                                                          | 35 km    |
| A 5                 | A1         | Tnine Chtouka – El Jadida-Centre       | En service (2006)                                                          | 25 km    |
| A 5                 | A103       | Pénétrante d'El Jadida                 | En service (2006)                                                          | 5 km     |
| A1                  | A1         | El Jadida-Centre – Safi                | En service (2016)                                                          | 143 km   |
| N/A                 | A1         | Safi – Nouveau Port de Safi            | En rédaction du projet (en attente de soumission d'informations publiques) | 18 km    |
| N/A                 | A1         | Nouveau Port de Safi – Essaouira       | Étude informative                                                          | ~115 km  |
| N/A                 | A1         | Essaouira – Agadir                     | Étude informative                                                          | ~140 km  |

## Trafic par tronçon
Rabat - Casablanca
- 2015 : 54 946 véhicules véhicules/jour
- 2016 : 59 000 véhicules véhicules/jour
- 2022 : 65 322 véhicules véhicules/jour[9]

Casablanca - El Jadida
- 2015 : 14 070 véhicules véhicules/jour
- 2016 : 15 209 véhicules véhicules/jour
- 2022 : 18 519 véhicules véhicules/jour[9]

## Sorties

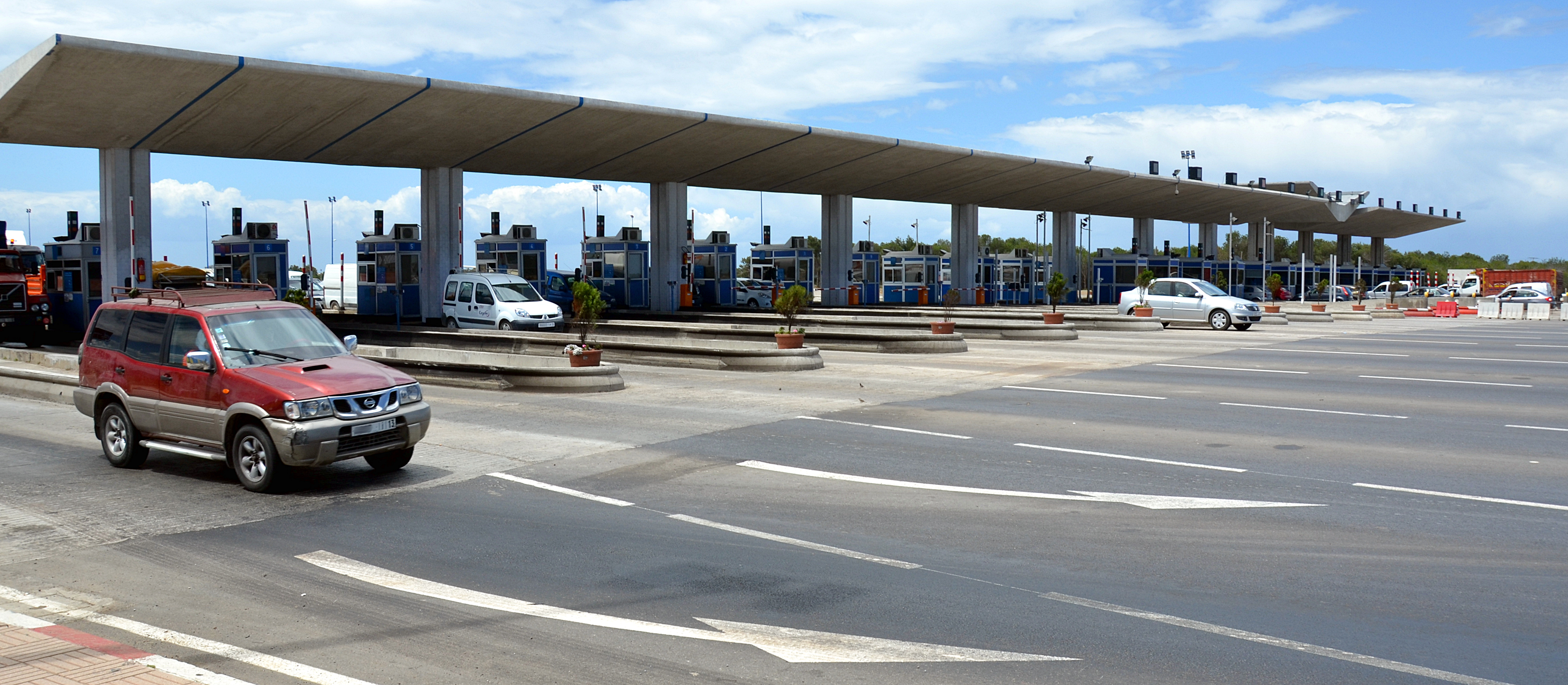
Gare de péage de Bouznika

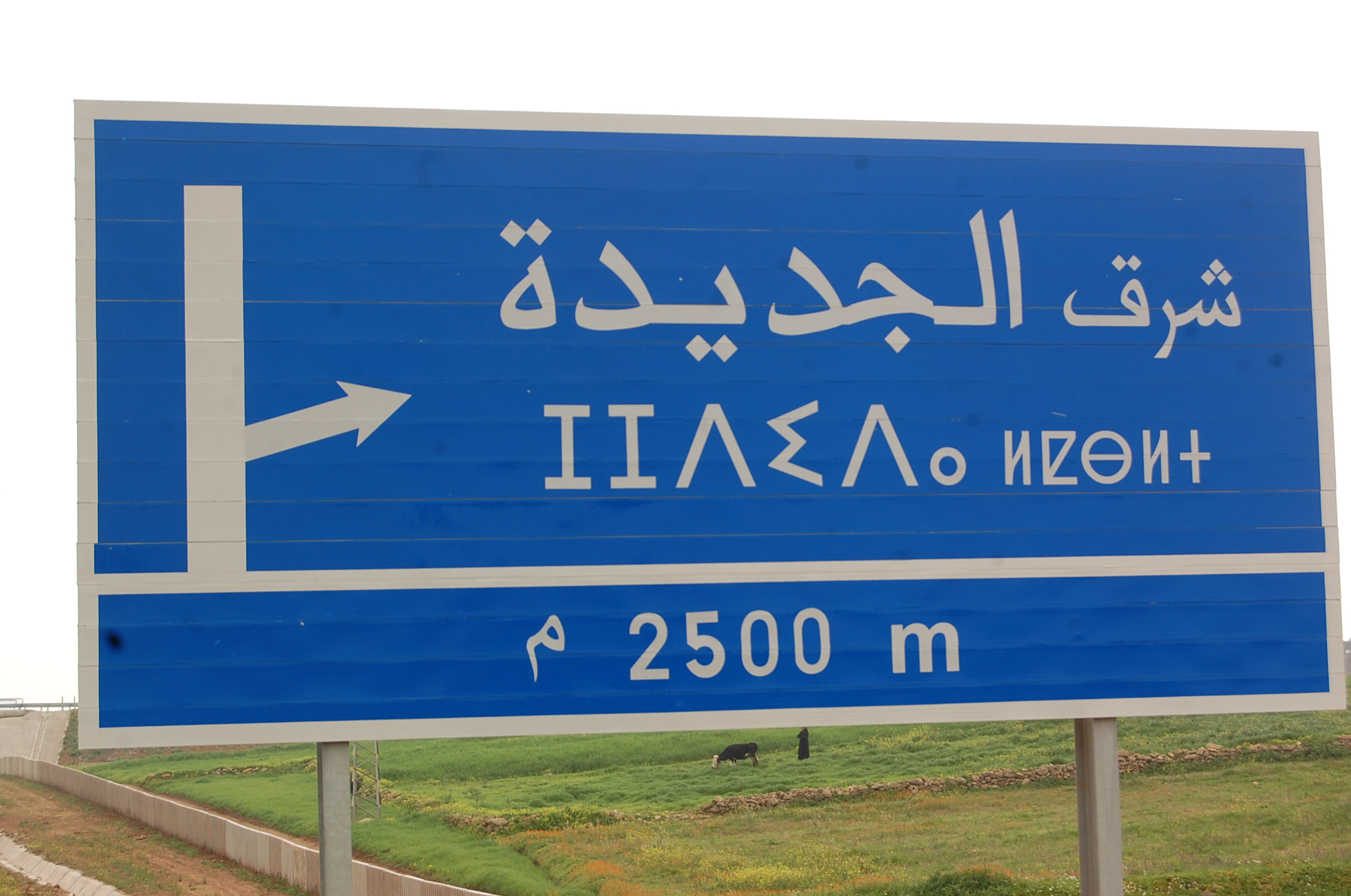
Pénétrante d'El Jadida-Est (aujourd'hui El Jadida-Centre)

| Elément                                                   | Kilomètre                          | Itinéraire                                                                                                 | Routes                                                            |
| Section en 2x3 voies : 92 km                              | Section en 2x3 voies : 92 km       | Section en 2x3 voies : 92 km                                                                               | Section en 2x3 voies : 92 km                                      |
| Tronçon Rabat - Casablanca : 58 km                        | Tronçon Rabat - Casablanca : 58 km | Tronçon Rabat - Casablanca : 58 km                                                                         | Tronçon Rabat - Casablanca : 58 km                                |
| --------------------------------------------------------- | ---------------------------------- | --- | ----------------------------------------------------------------- |
| Échangeur entre A1 et Rocade 1 · 11 · (sens Safi - Rabat) | km 1                               | الـربــاط-حـي الرياض طنــجـة فاس Rabat-Hay Riad Tanger Fès                                                 | Rocade 1 de Rabat-Salé                                            |
| 14                                                        | km 4                               | تمـــارة الـهــرهورة Temara Harhoura                                                                       |                                                                   |
| 110                                                       | km 10                              | عيـن عـتـيــق تـامســنــــا Aïn Atiq Tamesna                                                               | 4022                                                              |
| Échangeur entre A1 et A5 · (sens Safi - Rabat)            | km 14                              | تـامسـنــا فــاس طـنجـة Tamesna Fès Tanger                                                                 | A5                                                                |
| 117                                                       | km 17                              | الصخـيــرات Skhirat                                                                                        | 4030                                                              |
| 126 · (sens Safi - Rabat)                                 | km 26                              | الـشـراط بنسـليـمان Cherrat Benslimane                                                                     | 3331                                                              |
| 129                                                       | km 29                              | بـوزنـيــــقة بـنـســلـيــمان Bouznika Benslimane                                                          | N23                                                               |
| Péage                                                     | km 30                              | Gare de péage de Bouznika                                                                                  |                                                                   |
| Aire de service                                           | km 36                              | Aire de service Bouznika                                                                                   |                                                                   |
| 148                                                       | km 48                              | شرق المحــمــديــة بـنـســلـيــمان مطـار بـنـســلـيــمان Mohammédia Est Benslimane Aéroport Benslimane     | 313                                                               |
| 152                                                       | km 52                              | وسـط المحــمــديــة Mohammédia Centre                                                                      | 3606                                                              |
| 157                                                       | km 57                              | غـرب المحــمــديــة Mohammédia Ouest                                                                       |                                                                   |
| Échangeur entre A1 et A101 · (sens Rabat - Safi)          | km 58                              | عـيـن حـرودة زنــاتـة الدار الـبـيضـاء Ain Harrouda Zenata Casablanca                                      | A101                                                              |
| Contournement de Casablanca : 34 km                       |                                    | |                                                                   |
| Péage                                                     | km 70                              | Gare de péage de Tit Mellil                                                                                |                                                                   |
| 172                                                       | km 72                              | شـرق الدار البيضاء تــيــط مــلــيـل مطـار تــيــط مــلــيـل Casablanca Est Tit Mellil Aéroport Tit Mellil | 3310                                                              |
| Échangeur entre A1 et AT · (sens Rabat - Safi)            | km 74                              | Échangeur vers l'autoroute Tit Mellil - Berrechid en construction                                          | Échangeur vers l'autoroute Tit Mellil - Berrechid en construction |
| 177                                                       | km 77                              | الدار البيضاء - الميـناء Casablanca - Port                                                                 | 3015                                                              |
| 180                                                       | km 80                              | وسـط الدار البيضاء مــديــونــة Casablanca Centre Médiouna                                                 | 315                                                               |
| Aire de service · 185                                     | km 85                              | محطة الإستراحـة عيـن الشق المديـنـة الخضراء Aire de service Ain Chock Ville Verte                          |                                                                   |
| 186                                                       | km 86                              | سـيــدي مـعـروف Sidi Maârouf                                                                               |                                                                   |
| Échangeur entre A1 et A3                                  | km 86                              | مـطـار محمد الخـامس مــراكــش أڭــاديــر Aéroport Mohammed V Marrakech Agadir                              | A3                                                                |
| Échangeur entre A1 et A102 · 192                          | km 92                              | لـيـســاســفـة الدار البيضـاء Lisassfa Casablanca                                                          | A102                                                              |
| Section en 2x2 voies : 218 km                             |                                    | |                                                                   |
| Lissasfa / Casablanca - El Jadida : 75 km                 |                                    | |                                                                   |
| Péage                                                     | km 93                              | Gare de péage d'Ennassim                                                                                   |                                                                   |
| 1107                                                      | km 107                             | حـد السوالـم Had Soualem                                                                                   | 3011                                                              |
| Aire de service                                           | km 125                             | Aire de service Lbir Jdid                                                                                  |                                                                   |
| 1127                                                      | km 127                             | الـبــئـر الجديــد Lbir Jdid                                                                               | 303                                                               |
| 1143                                                      | km 143                             | اثنين شتـوكـة Tnine Chtouka                                                                                | 3461                                                              |
| 1162                                                      | km 162                             | أزمـــــور Azemmour                                                                                        | 3427                                                              |
| Échangeur entre A1 et A103 · 1169                         | km 169                             | وسـط الجـديـدة El Jadida Centre                                                                            | A103                                                              |
| El Jadida - Safi : 141 km                                 |                                    | |                                                                   |
| 1178                                                      | km 178                             | جنوب الجـديـدة El Jadida Sud                                                                               | N1                                                                |
| 1188                                                      | km 188                             | الجـرف الأصفر مـولاي عبـد اللـه Jorf Lasfar Moulay Abdellah                                                | 316                                                               |
| Aire de service                                           | km 204                             | Aire de service Jorf Lasfar                                                                                |                                                                   |
| 1221                                                      | km 221                             | سيـدي اسمـاعـيـل سيدي بنور عبر ط و 7 Sidi Smaïl Sidi Bennour par N7                                        | 3416 N7                                                           |
| Aire de service                                           | km 255                             | Aire de service Oualidia                                                                                   |                                                                   |
| 1265                                                      | km 265                             | الوليـديـة اثـنيـن الغربـية اخـمـيس الزمامــرة Loualidia Tnine Lgharbia Khemis Zemamra                     | 3430                                                              |
| 1297                                                      | km 297                             | شمـال آســفــي حـد حـــرارة جمعة سـحـيـم Safi Nord Had Hrara Jamâat Shaim                                  | 202                                                               |
| Péage                                                     | km 309                             | Gare de péage de Safi Est                                                                                  |                                                                   |
| Échangeur entre A1 et N7A · Fin d'autoroute               | km 310                             | شرق آســفــي بوكــدرة الصويــرة عبر ط و 1 Safi Est Bouguedra Essaouira par N1                              | N7A N1                                                            |

## Pénétrante d'Ain HarroudaA101
D'une longueur de 5 km, cette pénétrante relie l'autoroute A1 à la voie-express urbaine de Casablanca.

## Détail des aires d'autoroutes
Toutes les aires sont accessibles aux personnes à mobilité réduite.
| Commentaire                                | Autres                                                                                    | Restauration                                                                                 | Carburant     | Equipement aire de repos | Localisation                                           | Type                        | Aire                        | Type                        | Localisation                             | Equipement aire de repos | Carburant     | Restauration                                                                                       | Autres                                                             | Commentaire                                |
| Vers Safi                                  | Vers Safi                                                                                 | Vers Safi                                                                                    | Vers Safi     | Vers Safi                | Vers Safi                                              | Vers Safi                   | Aire                        | Vers Rabat                  | Vers Rabat                               | Vers Rabat               | Vers Rabat    | Vers Rabat                                                                                         | Vers Rabat                                                         | Vers Rabat                                 |
| ------------------------------------------ | ----------------------------------------------------------------------------------------- | -------------------------------------------------------------------------------------------- | ------------- | ------------------------ | ------------------------------------------------------ | --------------------------- | --------------------------- | --------------------------- | ---------------------------------------- | ------------------------ | ------------- | -------------------------------------------------------------------------------------------------- | ------------------------------------------------------------------ | ------------------------------------------ |
|                                            | Aire de jeux, mosquée, borne de recharge pour voitures électriques, centre de conseil ADM | Restaurant Burger King + Boutique ShellSelect Restaurant McDonald's Café et boulangerie Paul | Shell         | Oui                      | km 36 (7 km après la sortie de Bouznika)               | Aire de service Bouznika    | Aire de service Bouznika    | Aire de service Bouznika    | km 36 (7 km avant la sortie de Bouznika) | Oui                      | Afriquia      | Restaurant et boutique d'Afriquia en reconstruction Restaurant McDonald's Café et boulangerie Paul | Aire de jeux                                                       |                                            |
| Rejoignable en prenant la 185 de Ain Chock | Aire de jeux, mosquée, borne de recharge pour voitures électriques                        | Restaurant Oasis Café + Boutique MiniBrahim                                                  | Afriquia      | Oui                      | km 85 (4 km avant l'échangeur A1 - A3 de Sidi Maârouf) | Aire de service Casablanca  | Aire de service Casablanca  | Aire de service Casablanca  | km 85 (5 km avant Casablanca-Centre)     | Oui                      | TotalEnergies | Restaurant La Croissanterie + Boutique Bonjour                                                     | Aire de jeux, mosquée, borne de recharge pour voitures électriques | Rejoignable en prenant la 185 de Ain Chock |
|                                            | Aire de jeux, mosquée, borne de recharge pour voitures électriques                        | Restaurant Brioche Dorée + Boutique ShellSelect                                              | Shell         | Oui                      | km 125 (2 km avant Lbir Jdid)                          | Aire de service Lbir Jdid   | Aire de service Lbir Jdid   | Aire de service Lbir Jdid   | km 125 (2 km après Lbir Jdid)            | Oui                      | Afriquia      | Restaurant Oasis Café + Boutique MiniBrahim                                                        | Aire de jeux, mosquée, borne de recharge pour voitures électriques |                                            |
|                                            | Aire de jeux, mosquée, borne de recharge pour voitures électriques                        | Restaurant La Croissanterie + Boutique Bonjour                                               | TotalEnergies | Oui                      | km 204 (16 km après Jorf Lasfar)                       | Aire de service Jorf Lasfar | Aire de service Jorf Lasfar | Aire de service Jorf Lasfar | km 204 (16 km avant Jorf Lasfar)         | Oui                      | Petrofib      | Restaurant + Boutique                                                                              | Aire de jeux, mosquée                                              |                                            |
|                                            | Aire de jeux, mosquée, borne de recharge pour voitures électriques                        | Restaurant + Boutique L'Escale                                                               | Petrom        | Oui                      | km 255 (10 km avant Loualidia)                         | Aire de service Loualidia   | Aire de service Loualidia   | Aire de service Loualidia   | km 255 (10 km après Loualidia)           | Oui                      | Samir         | Restaurant + Boutique                                                                              | Aire de jeux, mosquée                                              |                                            |